# Better than chocolate
Better than chocolate (Mejor que el chocolate) es una película canadiense de 1999, perteneciente al género de la comedia romántica LGBT, dirigida por Anne Wheeler y rodada en Vancouver. El nombre de la película proviene de la canción de Sarah McLachlan del álbum "Ice Cream", Your love is better than chocolate (Tu amor es mejor que el chocolate). Veena Sood, la hermana del marido de McLachlan (Ashwin Sood), tiene un pequeño papel como una manifestante religiosa.
La película consiguió numerosos premios en festivales de cine alrededor del mundo, y obtuvo el puesto número 31 del ranking de las 200 mejores películas independientes de la lista de 1999 del Hollywood Reporter. Es una de las películas canadienses que más éxito ha conseguido en taquilla según la página web del Festival Internacional de Cine de Cannes.

## Argumento
La película nos muestra a Maggie (Karyn Dwyer), una joven que recientemente se ha independizado y ha encontrado a la mujer de sus sueños, Kim (Christina Cox). Sin embargo, las cosas cambian bruscamente cuando el hermano y la madre de Maggie, Lila (Wendy Crewson), han de mudarse por necesidad a su pequeño loft. Maggie cree haber perdido su libertad y espacio, y decide mantener su relación con Kim en secreto. Pero es precisamente esta relación clandestina la que sin querer introduce a la familia de Maggie a una serie de experiencias nuevas, las cuales son mejores que el chocolate. El reparto también incluye a Ann-Marie MacDonald, que interpreta a Francés, la propietaria de una librería lésbica (donde trabaja Maggie) que intenta hacer frente a la censura, mientras que Peter Outerbridge interpreta a Judy, una transexual enamorada secretamente de Francés.